# Gilia capitata
Espèce
Synonymes
- Gilia capitata var. achilleifolia H.Mason[1]
- Gilia glandulifera A.Heller[1]
- Gilia pallida A.Heller[1]
- Navarretia capitata (Sims) Kuntze[1]

Gilia capitata est une espèce de plantes à fleurs de la famille des Polemoniaceae.
C'est une plante herbacée ornementale.

## Liste des sous-espèces et variétés
Selon Tropicos (26 mars 2018) (Attention liste brute contenant possiblement des synonymes) :
- Gilia capitata subsp. abrotanifolia (Nutt. ex Greene) V.E. Grant
- Gilia capitata subsp. capitata
- Gilia capitata subsp. chamissonis (Greene) V.E. Grant
- Gilia capitata subsp. mediomontana V.E. Grant
- Gilia capitata subsp. pacifica V.E. Grant
- Gilia capitata subsp. pedemontana V.E. Grant
- Gilia capitata subsp. staminea (Greene) V.E. Grant
- Gilia capitata subsp. tomentosa (Eastw. ex Brand) V.E. Grant
- Gilia capitata var. achilleifolia (Benth.) H. Mason ex Jeps.
- Gilia capitata var. alba Orcutt
- Gilia capitata var. capitata
- Gilia capitata var. glandulifera Brand
- Gilia capitata var. regina Jeps.
- Gilia capitata var. trisperma Brandegee ex Brand